# Zajasovnik (gmina Kamnik)
Zajasovnik – wieś w Słowenii, w gminie Kamnik. W 2018 roku liczyła 23 mieszkańców.